# Danmark Rundt 2022
31. ročník etapového cyklistického závodu Danmark Rundt (oficiálně PostNord Danmark Rundt) se konal mezi 16. a 20. srpnem 2022 v Dánsku. Celkovým vítězem se stal Francouz Christophe Laporte z týmu Team Jumbo–Visma. Na druhém a třetím místě se umístili Američan Magnus Sheffield (Ineos Grenadiers) a Dán Mattias Skjelmose Jensen (Trek–Segafredo). Závod byl součástí UCI ProSeries 2022 na úrovni 2.Pro.

## Týmy
Závodu se zúčastnilo 7 z 18 UCI WorldTeamů, 7 UCI ProTeamů, 6 UCI Continental týmů a dánský národní tým. Všechny týmy nastoupily na start se sedmi závodníky. 2 závodníci neodstartovali, na start se tak postavilo 111 jezdců. Do cíle ve Vejle dojelo 113 z nich.
UCI WorldTeamy
- EF Education–EasyPost
- Ineos Grenadiers
- Israel–Premier Tech
- Quick-Step–Alpha Vinyl
- Team DSM
- Team Jumbo–Visma
- Trek–Segafredo

UCI ProTeamy
- Alpecin–Deceuninck
- Bardiani–CSF–Faizanè
- Bingoal Pauwels Sauces WB
- Human Powered Health
- Sport Vlaanderen–Baloise
- Team Novo Nordisk
- Uno-X Pro Cycling Team

UCI Continental týmy
- BHS–PL Beton Bornholm
- HRE Mazowsze Serce Polski
- Restaurant Suri–Carl Ras
- Riwal Cycling Team
- Team ColoQuick
- Team Coop

Národní týmy
- Team PostNord Danmark

## Trasa a etapy
| Etapa         | Datum         | Trasa             | Vzdálenost    | Typ      | Typ                  | Vítěz                    |
| ------------- | ------------- | ----------------- | ------------- | -------- | -------------------- | ------------------------ |
| 1             | 16. srpna     | Allerød – Køge    | 222,6 km      |          | Rovinatá etapa       | Olav Kooij (NED)         |
| 2             | 17. srpna     | Assens            | 12,2 km       |          | Individuální časovka | Magnus Sheffield (USA)   |
| 3             | 18. srpna     | Otterup – Herning | 239,3 km      |          | Hilly stage          | Olav Kooij (NED)         |
| 4             | 19. srpna     | Skive – Skive     | 167,3 km      |          | Rovinatá etapa       | Jasper Philipsen (BEL)   |
| 5             | 20. srpna     | Give – Vejle      | 125,9 km      |          | Zvlněná etapa        | Christophe Laporte (FRA) |
| Celková délka | Celková délka | Celková délka     | Celková délka | 767,3 km | 767,3 km             | 767,3 km                 |

## Průběžné pořadí
| Etapa          | Vítěz              | Celkové pořadí     | Bodovací soutěž    | Vrchařská soutěž   | Soutěž mladých jezdců | Soutěž bojovnosti     | Soutěž týmů      |
| -------------- | ------------------ | ------------------ | ------------------ | ------------------ | --------------------- | --------------------- | ---------------- |
| 1              | Olav Kooij         | Olav Kooij         | Olav Kooij         | Rasmus Bøgh Wallin | Olav Kooij            | Nicklas Amdi Pedersen | Team Jumbo–Visma |
| 2              | Magnus Sheffield   | Magnus Sheffield   | Magnus Sheffield   | Rasmus Bøgh Wallin | Magnus Sheffield      | Nicklas Amdi Pedersen | Team Jumbo–Visma |
| 3              | Olav Kooij         | Magnus Sheffield   | Olav Kooij         | Rasmus Bøgh Wallin | Magnus Sheffield      | Oliver Knudsen        | Team Jumbo–Visma |
| 4              | Jasper Philipsen   | Magnus Sheffield   | Jasper Philipsen   | Rasmus Bøgh Wallin | Magnus Sheffield      | Rasmus Bøgh Wallin    | Team Jumbo–Visma |
| 5              | Christophe Laporte | Christophe Laporte | Christophe Laporte | Rasmus Bøgh Wallin | Magnus Sheffield      | Rasmus Bøgh Wallin    | Trek–Segafredo   |
| Konečné pořadí | Konečné pořadí     | Christophe Laporte | Christophe Laporte | Rasmus Bøgh Wallin | Magnus Sheffield      | Rasmus Bøgh Wallin    | Trek–Segafredo   |

- V 2. etapě nosil Jasper Philipsen, jenž byl druhý v bodovací soutěži, zelený dres, protože vedoucí závodník této klasifikace Olav Kooij nosil světle modrý dres pro lídra celkového pořadí.
- V 2. etapě nosil Sebastian Nielsen, jenž byl druhý v soutěži mladých jezdců, bílý dres, protože vedoucí závodník této klasifikace Olav Kooij nosil světle modrý dres pro lídra celkového pořadí.
- Ve 3. etapě nosil Magnus Cort, jenž byl druhý v bodovací soutěži, zelený dres, protože vedoucí závodník této klasifikace Magnus Sheffield nosil světle modrý dres pro lídra celkového pořadí.
- V etapách 3 – 5 nosil Mattias Skjelmose Jensen, jenž byl druhý v soutěži mladých jezdců, bílý dres, protože vedoucí závodník této klasifikace Magnus Sheffield nosil světle modrý dres pro lídra celkového pořadí.

## Konečné pořadí
| Legenda | Legenda                           | Legenda | Legenda                               |
| ------- | --------------------------------- | ------- | ------------------------------------- |
|         | Označuje lídra celkového pořadí   |         | Označuje lídra vrchařské soutěže      |
|         | Označuje lídra bodovací soutěže   |         | Označuje lídra soutěže mladých jezdců |
|         | Označuje lídra soutěže bojovnosti |         |                                       |

### Celkové pořadí
| Pořadí | Jezdec                         | Tým                    | Čas         |
| ------ | ------------------------------ | ---------------------- | ----------- |
| 1      | Christophe Laporte (FRA)       | Team Jumbo–Visma       | 17h 01' 20" |
| 2      | Magnus Sheffield (USA)         | Ineos Grenadiers       | + 4"        |
| 3      | Mattias Skjelmose Jensen (DEN) | Trek–Segafredo         | + 9"        |
| 4      | Søren Kragh Andersen (DEN)     | Team DSM               | + 25"       |
| 5      | Magnus Cort (DEN)              | EF Education–EasyPost  | + 30"       |
| 6      | Mauro Schmid (SUI)             | Quick-Step–Alpha Vinyl | + 42"       |
| 7      | Mick van Dijke (NED)           | Team Jumbo–Visma       | + 44"       |
| 8      | Stefano Oldani (ITA)           | Alpecin–Deceuninck     | + 48"       |
| 9      | Jasper Stuyven (BEL)           | Trek–Segafredo         | + 52"       |
| 10     | Anthon Charmig (DEN)           | Uno-X Pro Cycling Team | + 56"       |

### Bodovací soutěž
| Pořadí | Jezdec                         | Tým                      | Body |
| ------ | ------------------------------ | ------------------------ | ---- |
| 1      | Christophe Laporte (FRA)       | Team Jumbo–Visma         | 40   |
| 2      | Olav Kooij (NED)               | Team Jumbo–Visma         | 36   |
| 3      | Jasper Philipsen (BEL)         | Alpecin–Deceuninck       | 34   |
| 4      | Magnus Cort (DEN)              | EF Education–EasyPost    | 31   |
| 5      | Magnus Sheffield (USA)         | Ineos Grenadiers         | 30   |
| 6      | Jasper Stuyven (BEL)           | Trek–Segafredo           | 28   |
| 7      | Mattias Skjelmose Jensen (DEN) | Trek–Segafredo           | 22   |
| 8      | Jhonatan Narváez (ECU)         | Ineos Grenadiers         | 20   |
| 9      | Søren Kragh Andersen (DEN)     | Team DSM                 | 16   |
| 10     | Sebastian Nielsen (DEN)        | Restaurant Suri–Carl Ras | 10   |

### Vrchařská soutěž
| Pořadí | Jezdec                       | Tým                      | Body |
| ------ | ---------------------------- | ------------------------ | ---- |
| 1      | Rasmus Bøgh Wallin (DEN)     | Restaurant Suri–Carl Ras | 64   |
| 2      | Anders Foldager (DEN)        | Team PostNord Danmark    | 36   |
| 3      | Nickolas Zukowsky (CAN)      | Human Powered Health     | 24   |
| 4      | Mathias Bregnhøj (DEN)       | Riwal Cycling Team       | 16   |
| 5      | Magnus Henneberg (DEN)       | Team PostNord Danmark    | 16   |
| 6      | Frederik Irgens Jensen (DEN) | BHS–PL Beton Bornholm    | 12   |
| 7      | Gilles De Wilde (BEL)        | Sport Vlaanderen–Baloise | 12   |
| 8      | Nicklas Amdi Pedersen (DEN)  | Team PostNord Danmark    | 12   |
| 9      | Jeppe Aaskov Pallesen (DEN)  | Team ColoQuick           | 8    |
| 10     | Tim Declercq (BEL)           | Quick-Step–Alpha Vinyl   | 8    |

### Soutěž mladých jezdců
| Pořadí | Jezdec                         | Tým                      | Čas         |
| ------ | ------------------------------ | ------------------------ | ----------- |
| 1      | Magnus Sheffield (USA)         | Ineos Grenadiers         | 17h 01' 24" |
| 2      | Mattias Skjelmose Jensen (DEN) | Trek–Segafredo           | + 5"        |
| 3      | Mick van Dijke (NED)           | Team Jumbo–Visma         | + 40"       |
| 4      | Jenno Berckmoes (BEL)          | Sport Vlaanderen–Baloise | + 1' 14"    |
| 5      | Frederik Wandahl (DEN)         | Team PostNord Danmark    | + 1' 30"    |
| 6      | Tobias Lund Andresen (DEN)     | Team DSM                 | + 1' 43"    |
| 7      | Corbin Strong (NZL)            | Israel–Premier Tech      | + 2' 13"    |
| 8      | Olav Kooij (NED)               | Team Jumbo–Visma         | + 7' 56"    |
| 9      | Joshua Gudnitz (DEN)           | Team ColoQuick           | + 10' 43"   |
| 10     | Kasper Andersen (DEN)          | Team PostNord Danmark    | + 12' 11"   |

### Soutěž bojovnosti
| Pořadí | Jezdec                           | Tým                      | Body |
| ------ | -------------------------------- | ------------------------ | ---- |
| 1      | Rasmus Bøgh Wallin (DEN)         | Restaurant Suri–Carl Ras | 20   |
| 2      | Oliver Knudsen (DEN)             | Restaurant Suri–Carl Ras | 12   |
| 3      | Mathias Bregnhøj (DEN)           | Riwal Cycling Team       | 12   |
| 4      | Nicklas Amdi Pedersen (DEN)      | Team PostNord Danmark    | 12   |
| 5      | Mads Rahbek (DEN)                | BHS–PL Beton Bornholm    | 8    |
| 6      | Anders Foldager (DEN)            | Team PostNord Danmark    | 8    |
| 7      | Tim Declercq (BEL)               | Quick-Step–Alpha Vinyl   | 4    |
| 8      | Mads Østergaard Kristensen (DEN) | Team ColoQuick           | 4    |
| 9      | Jeppe Aaskov Pallesen (DEN)      | Team ColoQuick           | 4    |

### Soutěž týmů
| Pořadí | Tým                      | Čas         |
| ------ | ------------------------ | ----------- |
| 1      | Trek–Segafredo           | 56h 01' 10" |
| 2      | Team Jumbo–Visma         | + 16"       |
| 3      | Ineos Grenadiers         | + 33"       |
| 4      | Quick-Step–Alpha Vinyl   | + 34"       |
| 5      | Alpecin–Deceuninck       | + 2' 14"    |
| 6      | Sport Vlaanderen–Baloise | + 2' 54"    |
| 7      | Uno-X Pro Cycling Team   | + 4' 41"    |
| 8      | EF Education–EasyPost    | + 5' 12"    |
| 9      | Riwal Cycling Team       | + 6' 05"    |
| 10     | BHS–PL Beton Bornholm    | + 6' 43"    |